# Anarithma metula
Anarithma metula é uma espécie de gastrópode do gênero Mitromorpha, pertencente a família Mitromorphidae.